# 國風
國風，是構成《詩經》的三大部分“風”、“雅”、“頌”中之“風”。“風”是樂曲的統稱，國風即西周初年至春秋時代華夏諸侯國的樂歌。
詩經中「國風」共十五組，包括：周南（周公統治下的南方地區的民歌）、召南（召公統治下的南方地區的民歌）、邶、鄘、衛、王（東周之王畿雒邑的民歌）、鄭、檜、齊、魏、唐、秦、豳、陳、曹等地的樂歌，共一百六十篇，佔《詩經》篇章近半壁江山。

## 形成
國風是當時當地流行的歌曲，帶有地方色彩。從內容上說，大多數是民歌。作者大多是民間歌手，但是也有個別是貴族。
社會學家認為，國風中情歌的主題，源於人們即興創作的集會，在古代村里的節日中，青年男女在競賽中輪流演唱，創作出歌謠。國風就是這類民間歌謠的選集，並在宮廷中演唱，貴族其後也創作出內容風格都相似的詩篇。

## 篇章目錄
周南
- 關雎 葛覃 卷耳 樛木 螽斯 桃夭 兔罝 芣苡 漢廣 汝墳 麟之趾

召南
- 鵲巢 采蘩 草蟲 采蘋 甘棠 行露 羔羊 殷其雷 摽有梅 小星 江有汜 野有死麕 何彼襛矣 騶虞

邶風
- 柏舟 綠衣 燕燕 日月 終風 擊鼓 凱風 雄雉 匏有苦葉 穀風 式微 旄丘 簡兮 泉水 北門 北風 靜女 新台 二子乘舟

鄘風
- 柏舟 牆有茨 君子偕老 桑中 鶉之奔奔 定之方中 蝃蝀 相鼠 幹旄 載馳

衛風
- 淇奧 考槃 碩人 氓 竹竿 芄蘭 河廣 伯兮 有狐 木瓜

王風
- 黍離 君子于役 君子陽陽 揚之水 中穀有蓷 兔爰 葛藟 采葛 大車 丘中有麻

鄭風
- 緇衣 將仲子 叔于田 大叔于田 清人 羔裘 遵大路 女曰雞鳴 有女同車 山有扶蘇 蘀兮 狡童 褰裳 豐 東門之墠 風雨 子衿 揚之水 出其東門 野有蔓草 溱洧

齊風
- 雞鳴 還 著 東方之日 東方未明 南山 甫田 盧令 敝笱 載驅 猗嗟

魏風
- 葛屨 汾沮洳 園有桃 陟岵 十畝之間 伐檀 碩鼠

唐風
- 蟋蟀 山有樞 揚之水 椒聊 綢繆 杕杜 羔裘 鴇羽 無衣 有杕之杜 葛生 采苓

秦風
- 車鄰 駟驖 小戎 蒹葭 終南 黃鳥 晨風 無衣 渭陽 權輿

陳風
- 宛丘 東門之枌 衡門 東門之池 東門之楊 墓門 防有鵲巢 月出 株林 澤陂

檜風
- 羔裘 素冠 隰有萇楚 匪風

曹風
- 蜉蝣 候人 鳲鳩 下泉

豳風
- 七月 鴟鴞 東山 破斧 伐柯 九罭 狼跋

## 外部連結
- 柯馬丁：〈從出土文獻談《國風》的詮釋問題：以《關雎》為例[永久]〉。
- 《國風》電子全文 （页面存档备份，存于） （繁體 （页面存档备份，存于）／簡體 （页面存档备份，存于）） - 中國哲學書電子化計劃